# Gribbohm
Gribbohm (niederdeutsch: Gribboom) ist eine Gemeinde im Kreis Steinburg in Schleswig-Holstein.

## Geografie

### Geografische Lage
Das Gemeindegebiet von Gribbohm befindet sich im Südwesten des Naturraums Schleswig-Holsteinische Geest. Es erstreckt sich, teils direkt östlich angrenzend, teilweise auch westlich darüber bis an den Nord-Ostsee-Kanal heranreichend, am mittleren Flussabschnitt der Holstenau. Der Forstbach und Nuttelner Bach fließen durch die Gemeinde. Dieser Landschaftsbereich zählt zur Region der Heide-Itzehoer Geest.

### Gemeindegliederung
Neben dem den Gemeindenamen tragenden Dorf befinden sich auch die Streusiedlungen Bebek und Langenklint im Gemeindegebiet.

### Nachbargemeinden
An das Gemeindegebiet von Gribbohm grenzen:
|                               | Holstenniendorf                             | Bokelrehm |
| Hochdonn (Kreis Dithmarschen) | Kompassrose, die auf Nachbargemeinden zeigt | Wacken    |
| Burg (Kreis Dithmarschen)     | Vaale                                       |           |

## Geschichte
Der Name des Ortes wurde 1538 erstmals in den Akten erwähnt und geht vermutlich auf den „Grie’ßbaum“, der Stange eines Schiedsrichters, mit der in einem Turnier die Kämpfenden eines Zweikampfes getrennt werden konnten, zurück.

## Politik

### Gemeindevertretung
Bei der Kommunalwahl am 14. Mai 2023 wurden insgesamt neun Sitze vergeben. Von diesen erhielt die Freie Wählergemeinschaft Gribbohm fünf Sitze und die Allgemeine Wählergemeinschaft Gribbohm erhielt vier Sitze.

### Wappen
Blasonierung: „In Grün vor einem von Silber und Rot zehnmal gestückten Balken ein linksgewendeter, silbern gekleideter Landmann, der ein ihm zugewendetes, sich aufbäumendes silbernes Pferd am kurzen Zügel hält.“
Dem Wappen liegt eine Sage zur Namensgebung der Gemeinde zugrunde. Im 17. Jahrhundert soll es in dem Ort einen Grenz- bzw. Zollbaum gegeben haben, an dem man Schmuggler fassen (plattdeutsch: griepen) wollte. So wurde der Zollbaum „Griepbohm“ genannt. Man erzählt sich nun, dass einst in Nienbüttel ein Pferd durchgegangen sei, das auch in Wacken nicht eingefangen werden könnte. Als es in Richtung Gribbohm lief, sollen die Leute gesagt haben: „Lat da Tier man lopen, he kümmt ja für den Boom!“ (Lass das Tier laufen, es kommt ja an den (Grenz-)Baum.) Und beim Zollbaum in Gribbohm habe man das Tier dann tatsächlich greifen können („kunn man dat Tier griepen“). So sei der „Griepboom“ Ursprung des Ortsnamens geworden.

## Wirtschaft und Infrastruktur

### Verkehr
Der Anschluss des Gemeindegebiets erfolgt im motorisierten Individualverkehr über die schleswig-holsteinische Landesstraße 131 westlich vom Festivalort Wacken. Die Dorflage von Gribbohm wird von dieser direkt in Richtung der Autobahnanschlussstelle Hanerau-Hademarschen (Nr. 6) der sogenannten Westküstenautobahn durchquert.
Durch das Gemeindegebiet verläuft heute ebenfalls die Trasse der Marschbahn im Teilabschnitt von Itzehoe nach Heide. Prägendes Merkmal dieses Streckenabschnitts ist die Anlage auf der östlichen Rampe hinauf zur Hochbrücke Hochdonn, wie auch im Anschluss die Brücke selbst. Im Gemeindegebiet ist jedoch kein Haltepunkt/Bahnhof angelegt, so dass Reisende die nächstgelegenen Bahnhöfe in den Gemeinden Wilster und Burg (Dithmarschen) anfahren müssen. An diesen Stationen halten größtenteils Regionalbahn-Züge der Linie RB62 auf der Fahrt vom Bahnhof Itzehoe zum Bahnhof Heide (Holst) im Nahverkehrsverbund Schleswig-Holstein. An diesen Endstationen bestehen auch die nächstgelegenen Anschlüsse zum Fernverkehr einzelner über Hamburg nach Westerland/Sylt hinaus fahrender Intercity-Verbindungen der Linien 26.1, 27 und 30 des Unternehmens DB Fernverkehr.
Bedeutend für die Berufsschifffahrt ist der Nord-Ostsee-Kanal. Ein Teilstück des östlichen Ufers (Streckenabschnitt zwischen km 19,2 – 20.5) zählt zum Gemeindegebiet. Nächstgelegene Kaianlage ist die im benachbarten Hochdonn unterhalb der Hochbrücke. Für die Freizeitschifffahrt ist jedoch eine Anlandung nicht möglich, da die Passage Kanalstrecke nur zur Durchfahrt offen steht.

## Persönlichkeiten
- Thomas Carstens (1881–1926),  Politiker, Offizier, Logenmeister der Hamburger Freimaurerloge und Großgrundbesitzer, wurde in Gribbohm geboren.
- Der in Berlin lebende Aktionskünstler John Bock wurde 1965 in Gribbohm geboren.